# قصر الثريا
أنشأه الخليفة العباسي المعتضد بالله 279-289هـ (892-902م) بينه وبين قصر التاج ميلان وعمل بينهما سرداباً (نفقا) تمشي فيه حظاياه من القصر الجعفري الحسني وهي الآن خراب.. وقال فيه ابن المعتز:
سلمت أمير المؤمنين على الدهر فلا زلت فينا باقياً واسع العمر
حللت الثريا خير دار ومنزل فلا زال معموراً وبورك من قصر
جنان وأشجار تلاقت غصونها وأورقن بالأثمار والورق الخضر
وجاء في تجارب الأمم أن الفرسان شغبوا أيام المقتدر بالله العباسي فنهبوا قصر الثريا وذبحوا الحيوانات التي في الحير (حديقة الحيوانات) وذكر حمزة الأصفهاني في حوادث سنة 315هـ ان الفرسان شغبوا وصاروا من الغد إلى القصر المعروف بالثريا فأحرقوا عامته ونهبوا ما فيه من الخزائن وخربوا القبة والقصر المعروف بالأترجة والكوكب وسلبوا ما كان فيه من الآلة والمتاع والوحش والطير، وظل هذا القصر قائما حتى فاضت دجلة فيضاناً شديداً فأحدثت خراباً عظيماً في بغداد وكان من جملة ذلك خراب قصر الثريا.